# Micieces de Ojeda
Micieces de Ojeda ist ein nordspanischer Ort und Zentrum einer Gemeinde (municipio) mit 71 Einwohnern (Stand: 2024) im Süden der Provinz Palencia in der Autonomen Gemeinschaft Kastilien-León. Zur Gemeinde gehört auch der nur noch knapp 20 Einwohner zählende Weiler (pedanía) Berzosa de los Hidalgos.

## Lage und Klima
Der Ort Micieces de Ojeda liegt in der historischen Landschaft La Ojeda, einem durchaus hügeligen Teil der kastilischen Hochebene im Westen des Río Pisuerga in einer Höhe von ca. 940 m. Die Provinzhauptstadt Palencia befindet sich ca. 85 km (Fahrtstrecke) südlich; die Großstadt Burgos ist gut 90 km in südöstlicher Richtung entfernt. Das Klima im Winter ist durchaus kalt, im Sommer dagegen warm bis heiß; die eher spärlichen Regenfälle (ca. 420 mm/Jahr) fallen überwiegend im Winterhalbjahr.

## Bevölkerungsentwicklung
| Jahr      | 1857 | 1900 | 1950 | 2000 | 2021 |
| Einwohner | 239  | 213  | 387  | 113  | 71   |

Die Mechanisierung der Landwirtschaft und die Aufgabe bäuerlicher Kleinbetriebe („Höfesterben“) haben seit den 1950er Jahren zur Arbeitslosigkeit und einem deutlichen Absinken der Bevölkerungszahlen geführt.

## Wirtschaft
Die Landwirtschaft spielt seit jeher die wichtigste Rolle für die – früher weitgehend als Selbstversorger lebende – Bevölkerung der Region, doch bereits im Mittelalter entwickelten sich allmählich auch Handwerk, Handel und das Dienstleistungsgewerbe.

## Geschichte
In vorrömischer Zeit gehörten die Region zum Siedlungsgebiet des keltischen Volksstamms der Vaccäer; später kamen Römer und Westgoten. Im 8. Jahrhundert wurde das Gebiet von den Mauren überrannt, doch bereits im 9. Jahrhundert eroberten asturisch-leonesische Heere die Gebiete nördlich des Duero zurück (reconquista). Ende des 10. Jahrhunderts machte der maurische Heerführer Almansor die christlichen Erfolge vorübergehend wieder zunichte, aber im 11. Jahrhundert dehnte das Königreich León sein Herrschaftsgebiet erneut bis zur Duero-Grenze aus. Nach vorangegangenen Versuchen vereinigte sich León im Jahr 1230 endgültig mit dem Königreich Kastilien.
Für den Ortsnamen Micieces wird ein berberischer Ursprung angenommen. Der kastilische König Alfons VIII. übergab den Ort im 13. Jahrhundert an seinen Vasallen Fernando de Robledillo.

## Sehenswürdigkeiten

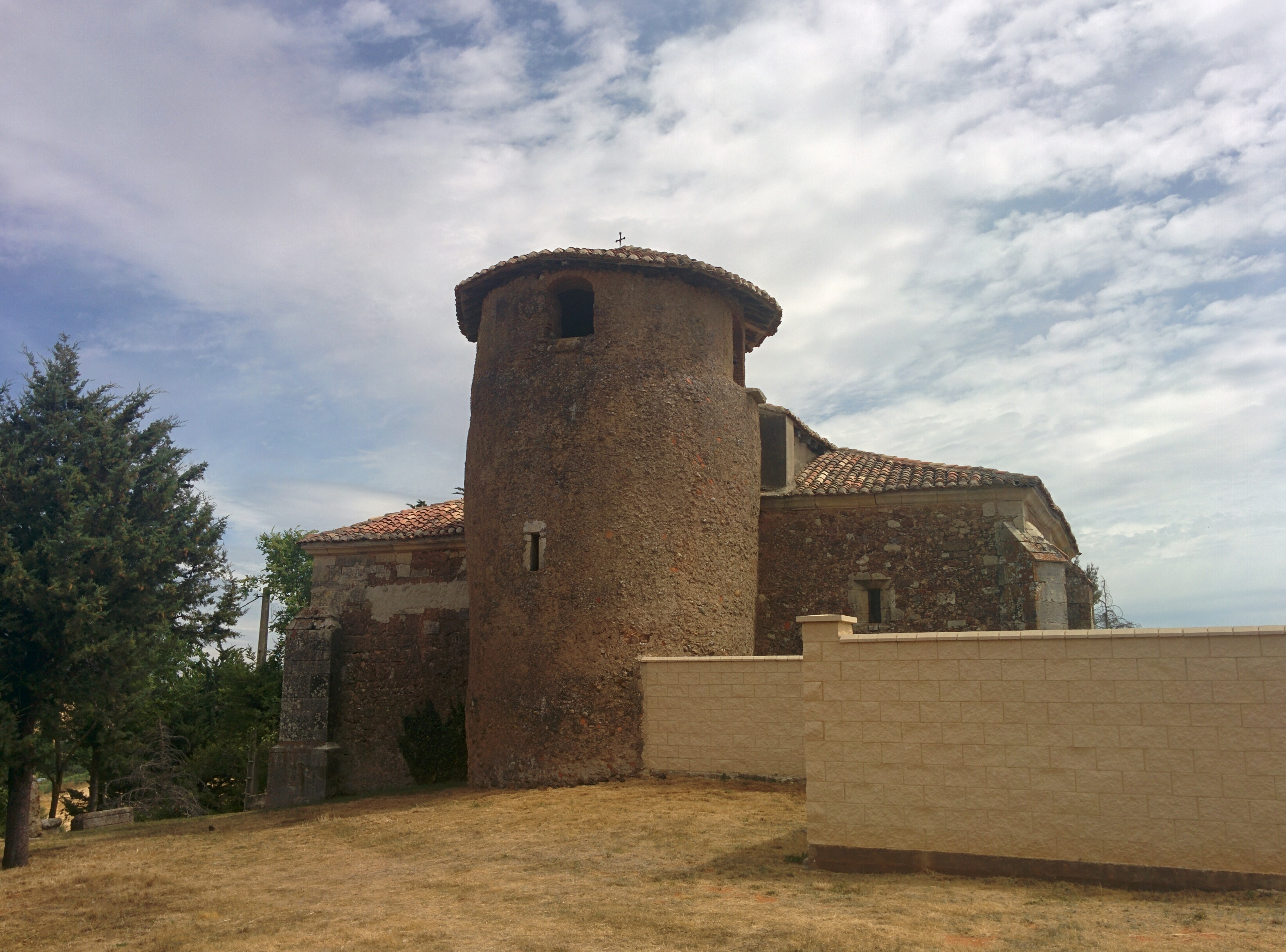
Iglesia de San Julián y Santa Basilisa

- Die auf einem kleinen Hügel stehende, ursprünglich romanische Iglesia de San Julián y Santa Basilisa trägt das im Westen Europas seltene gemeinsame Patrozinium der Hll. Julian und Basilissa. Der Kirchenbau wurde im 16./17. Jahrhundert erweitert; merkwürdig ist sein runder Glocken- und Wehrturm.
- Die Ermita de la Virgen de la Calle befindet sich mitten im Ort.
- Drei kleine Wassermühlen stehen kurz hintereinander am Ortsrand.

Umgebung
- Die von einem kleinen Glockengiebel (espadaña) überhöhte romanische Ermita de San Lorenzo steht ca. 650 m nordwestlich des Ortes.